# クモハタ記念
クモハタ記念（クモハタきねん）は、日本中央競馬会（NCK、現・JRA）で行われていた競馬の重賞競走（平地競走）である。第21回以降の正式名称は「TBS杯 クモハタ記念」で、東京放送 (TBS) が優勝杯を提供していた。1959年までは4歳馬限定戦。1960年より4歳（現3歳）上のハンデキャップ戦として行われた。

## 概要

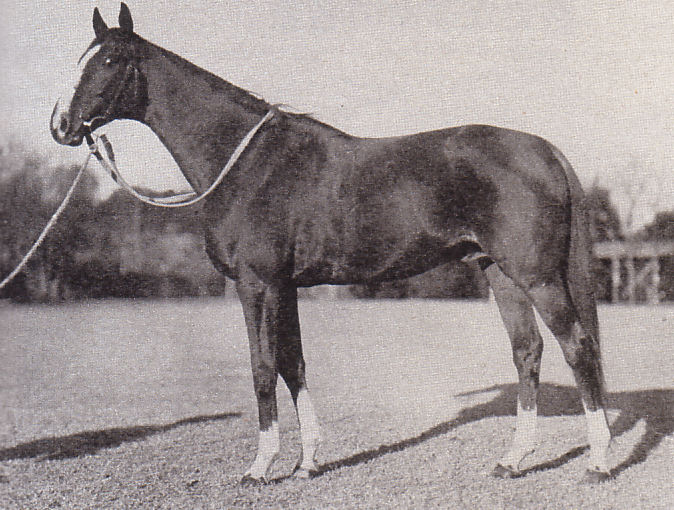
クモハタ(1936-1953)

中央競馬の顕彰馬クモハタを記念して1951年に創設され、1960年からは中山競馬場の芝1800メートルにて行われる。秋の天皇賞の翌週、中山競馬冬開催のトップを飾る重賞であり、当時3200メートルだった秋の天皇賞や2500メートルの有馬記念に距離適性がない短中距離古馬や菊花賞を回避した4歳馬（現3歳）にとっての年末の大一番として行われていた。
1981年から同時期に芝2400メートルのジャパンカップが創設されたこと、ほぼ同条件下で行われていたダービー卿チャレンジトロフィーがこの時期に開催が移動したことにより役目を終え、クモハタ記念は1980年をもって廃止されることとなった。

## 歴代優勝馬
| 回数   | 施行日         | 優勝馬             | 性齢 | タイム      | 優勝騎手          | 管理調教師        |
| ------ | -------------- | ------------------ | ---- | ----------- | ----------------- | ----------------- |
| 第1回  | 1951年12月16日 | クリミノル         | 牡4  | 2分05秒 3/5 | 高橋英夫          | 柴田恒治郎        |
| 第2回  | 1952年12月28日 | ダイコロンブス     | 牡4  | 2分06秒 2/5 | 高橋英夫          | 柴田恒治郎        |
| 第3回  | 1953年12月27日 | イチジヨウ         | 牝4  | 2分06秒 1/5 | 渡辺正人          | 矢野幸夫          |
| 第4回  | 1954年12月26日 | オーセイ           | 牡4  | 2分04秒 4/5 | 保田隆芳          | 尾形藤吉          |
| 第5回  | 1955年12月18日 | ヨシフサ マサハタ  | 牡4  | 2分04秒 3/5 | 渡辺正人 古山良司 | 中村広 田中朋次郎 |
| 第6回  | 1956年12月30日 | ヘキラク           | 牡4  | 2分05秒 3/5 | 蛯名武五郎        | 藤本冨良          |
| 第7回  | 1957年12月29日 | ヨシツグ           | 牡4  | 2分07秒 1/5 | 渡辺正人          | 中村広            |
| 第8回  | 1958年12月28日 | トサオー           | 牡4  | 2分07秒 1/5 | 野平祐二          | 松山吉三郎        |
| 第9回  | 1959年12月27日 | ウイルデイール     | 牡4  | 2分04秒4    | 渡辺正人          | 星川泉士          |
| 第10回 | 1960年12月25日 | シヨウザン         | 牡4  | 1分54秒7    | 高橋英夫          | 鈴木清            |
| 第11回 | 1961年12月10日 | ギントシ           | 牡4  | 1分51秒1    | 梶与四松          | 稲葉幸夫          |
| 第12回 | 1962年12月9日  | エムローン         | 牡5  | 1分50秒8    | 山岡忞            | 高木良三          |
| 第13回 | 1963年12月8日  | メイズイ           | 牡4  | 1分52秒4    | 保田隆芳          | 尾形藤吉          |
| 第14回 | 1964年12月13日 | クリベイ           | 牡4  | 1分50秒2    | 保田隆芳          | 尾形藤吉          |
| 第15回 | 1965年12月12日 | ブツシヤン         | 牡4  | 1分53秒6    | 大和田稔          | 二本柳俊夫        |
| 第16回 | 1966年12月11日 | シエスキイ         | 牡4  | 1分50秒2    | 郷原洋行          | 大久保房松        |
| 第17回 | 1967年9月24日  | シエスキイ         | 牡5  | 1分49秒6    | 郷原洋行          | 大久保房松        |
| 第18回 | 1968年12月8日  | アマノガワ         | 牡4  | 1分51秒5    | 嶋田功            | 稲葉幸夫          |
| 第19回 | 1969年12月7日  | ハクエイホウ       | 牡4  | 1分50秒3    | 保田隆芳          | 尾形藤吉          |
| 第20回 | 1970年12月6日  | スイノオーザ       | 牡4  | 1分49秒0    | 郷原洋行          | 久保田金造        |
| 第21回 | 1971年12月5日  | トウショウピット   | 牡5  | 1分49秒1    | 増沢末夫          | 茂木為二郎        |
| 第22回 | 1972年12月3日  | タケデンバード     | 牡4  | 1分48秒6    | 野平祐二          | 稲葉秀男          |
| 第23回 | 1973年12月2日  | ブルスイショー     | 牡4  | 1分48秒1    | 郷原洋行          | 久保田金造        |
| 第24回 | 1974年12月1日  | スルガスンプジョウ | 牡4  | 1分48秒7    | 蛯沢誠治          | 成宮明光          |
| 第25回 | 1975年11月30日 | ハーバーヤング     | 牡4  | 1分50秒6    | 岡部幸雄          | 稲葉秀男          |
| 第26回 | 1976年12月5日  | ニッポーキング     | 牡4  | 1分48秒2    | 郷原洋行          | 久保田金造        |
| 第27回 | 1977年12月4日  | アマミプリンス     | 牡4  | 1分49秒1    | 大崎昭一          | 佐藤正二          |
| 第28回 | 1978年12月3日  | ニッショウキング   | 牡4  | 1分48秒0    | 増沢末夫          | 佐藤征助          |
| 第29回 | 1979年12月2日  | ヨシノスキー       | 牡4  | 1分50秒0    | 柴田政人          | 佐藤征助          |
| 第30回 | 1980年11月30日 | ドロッポロード     | 牡4  | 1分49秒3    | 中野栄治          | 荒木静雄          |

- 競馬場：第1回 - 第21回 中山競馬場、第22回 東京競馬場、第23回 - 第30回 中山競馬場
- 距離：第1回 - 第9回 芝2000m、第10回 - 第30回 芝1800m
- 出走条件：第1回 - 第9回 サラブレッド系4歳馬、第10回 - 第30回 4歳以上馬
- 優勝馬の馬齢は旧表記。